# Nueva Armenia (ort i Departamento de Copán)
Nueva Armenia är en ort i Honduras.   Den ligger i departementet Departamento de Copán, i den västra delen av landet, 230 km nordväst om huvudstaden Tegucigalpa. Nueva Armenia ligger 871 meter över havet och antalet invånare är 875.
Terrängen runt Nueva Armenia är kuperad. Runt Nueva Armenia är det ganska tätbefolkat, med 72 invånare per kvadratkilometer. Närmaste större samhälle är Santa Rita, 18,4 km söder om Nueva Armenia. Omgivningarna runt Nueva Armenia är en mosaik av jordbruksmark och naturlig växtlighet.